# Beyond the Wall (libro)
Beyond the Wall: East Germany, 1949–1990 (Más allá del muro: Alemania Oriental, 1949-1990) es un libro de historia de 2023 sobre Alemania Oriental. El libro fue escrito por la historiadora alemana Katja Hoyer, quien nació en lo que entonces era Alemania Oriental en 1985 pero había vivido en el Reino Unido durante varios años antes del lanzamiento del libro.

## Recepción
El libro recibió críticas muy positivas en el Reino Unido. Una reseña en The Telegraph elogió mucho el libro calificándolo con 5 de 5 estrellas y describiéndolo como «exhaustivamente investigado, inteligentemente construido y bellamente escrito (en su segundo idioma)». Una reseña en The Times también fue elogiosa argumentando que «hay momentos en que su libro aparece como un alegato especial por el estado perdido. Pero eso es perder el punto. Más bien, muestra una comprensión especial y quiere presentar un correctivo a las evaluaciones reduccionistas anteriores de la RDA que la representan como una gris Stasi-landia, un modelo distópico de un estado de vigilancia». Algunas publicaciones británicas dieron críticas mixtas. Una reseña en The Economist elogió el libro afirmando que aportó «profundidad, textura y color» a la percepción pública de Alemania Oriental y continuó que «Su libro está repleto de viñetas y anécdotas que dan vida a este lado medio olvidado de la historia alemana. Este crítico era un corresponsal extranjero que cubría la RDA a fines de la década de 1980 y se casó con una persona alemana oriental. Estas historias suenan verdaderas». Partes de la reseña también fueron críticas al afirmar que «... el sentimentalismo y el relativismo distorsionan su evaluación de una dictadura repugnante». Una reseña en The Observer describió el libro como una «historia rica y contraria a la intuición», pero argumentó que se habría beneficiado al hacer comparaciones con otros países del Bloque del Este. Una reseña en The Times Literary Supplement argumentó que el relato del libro estaba incompleto en algunas áreas, pero dijo que «a pesar de sus curiosos espacios en blanco, el libro de Katja Hoyer hace mucho para combatir la amnesia y los prejuicios de la Guerra Fría, y para normalizar la RDA y la gente que vivía allí».
El libro fue más controvertido en Alemania. Ilko-Sascha Kowalczuk, un historiador que fue perseguido por el régimen de Alemania Oriental en su juventud, acusó a Hoyer de restar importancia al grado en que el Estado influía en la vida cotidiana al comentar que «si saliera un libro como este sobre el período nazi, habría un escándalo ... Da la impresión de que se puede vivir en una dictadura sin tener nada que ver». Norbert Pötzl, exreportero de Der Spiegel, consideró que Hoyer estaba «tratando de demostrar que no todo era malo en la RDA», lo que implica que sus antecedentes familiares la hacían simpatizante del régimen ya que sus padres eran empleados del gobierno. Una reseña en Die Tageszeitung también argumentó que no era lo suficientemente crítica con el régimen y se burló del hecho de que su madre la había llevado a entrevistar a Egon Krenz, el último líder comunista de Alemania Oriental, como parte de su investigación.